# ليبي هوستون
ليبي هوستون (بالإنجليزية: Libby Houston)‏ هي عالمة وكاتِبة وعالمة نبات وشاعرة بريطانية، ولدت في 9 ديسمبر 1941 في شمال لندن في المملكة المتحدة.